# Силы тьмы

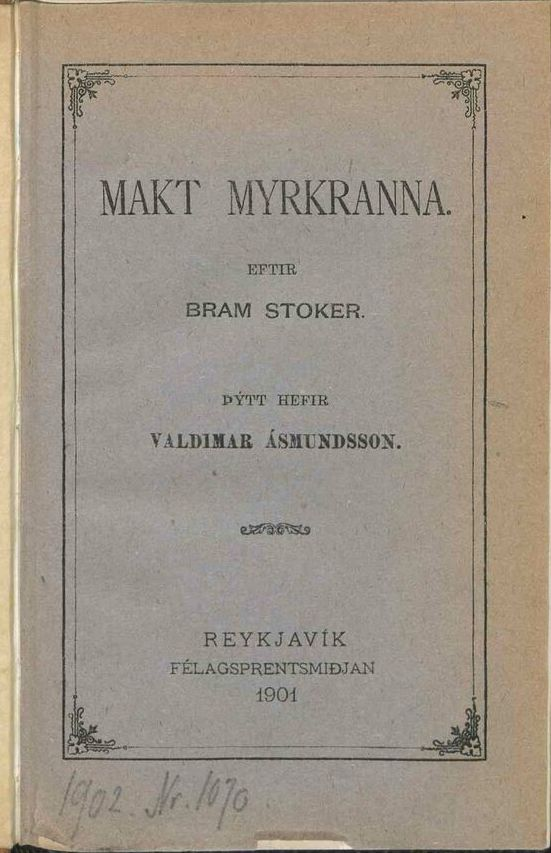
Титульный лист первого издания книги, 1901 год

«Силы тьмы» (исл. Makt Myrkranna) — книга, изданная в 1901 году исландским писателем Вальдимаром Аусмюндссоном в качестве перевода романа Брэма Стокера «Дракула» на исландский язык.

## История публикации
Роман был впервые опубликован в период с марта 1900 по январь 1901 года в рейкьявикской городской газете «Fjallkonan». Главным редактором газеты являлась Бриэт Бьярнхединсдоуттир — супруга Вальдимара Аусмюндссона. До настоящего времени остается неизвестным, кто на самом деле является издателем этой книги. Первая часть романа посвящена визиту Томаса Паркера (как в данном произведении был переименован Джонатан Харкер) в замок Дракулы в Трансильвании, в то время как вторая часть касается остальной жизни Дракулы.
В роман было также включено предисловие, которое, как утверждалось, было написано самим Стокером и датировано августом 1898 года, более чем через год после публикации «Дракулы» в Англии в мае 1897 года.

## Авторское предисловие
Помимо основного, в книге также есть авторское предисловие, написанное Вальдимаром Аусмюндссоном. В нем он утверждает, что роман основан на некой «таинственной рукописи», а все события «Дракулы» на самом деле были реальными, а имена персонажей изменены исключительно ради защиты их частной жизни. Впервые данное предисловие было обнаружено в 1986 году ученым Ричардом Долби, который затем перевел его на английский язык.
Это предисловие активно цитировались в различных литературоведческих статьях, однако никогда не включалось ни в одно из английских изданий «Дракулы» до 2017 года.
В своем предисловии Вальдимар Аусмюндссон, среди прочего, пишет следующее:
«Читатель этой истории очень скоро поймёт, как события, описанные на этих страницах, постепенно складывались в логическое целое. Помимо использования незначительных деталей, которые я считаю ненужными, я позволил вовлечённым людям рассказать о своём опыте по-своему; но по неосознанным причинам я изменил имена людей и места, о которых идёт речь. Во всем остальном я оставляю рукопись без изменений, уважая пожелания тех, кто считает своим долгом представить её на суд общественности.
Я совершенно убеждён, что нет никаких сомнений в том, что описанные события действительно имели место, какими бы невероятными и непонятными они ни казались на первый взгляд.
И я также убеждён, что они всегда должны оставаться в определённой степени непонятными, хотя продолжающиеся исследования в области психологии и естественных наук могут в ближайшие годы дать логические объяснения таким странным событиям, которые в настоящее время не могут понять ни ученые, ни тайная полиция.
… Умы разных людей будут возвращаться к замечательной группе иностранцев, которые в течение многих сезонов играли ослепительную роль в жизни аристократии здесь, в Лондоне: и некоторые вспомнят, что один из них исчез совершенно внезапно без видимой причины, не оставив никаких следов.
Все люди, которые вольно или невольно сыграли свою роль в этой замечательной истории, широко известны и пользуются большим уважением. И Джонатан Хоукер, и его жена (женщина с характером), и доктор Сьюард — мои друзья, и они были моими друзьями много лет, и я никогда не сомневался, что они говорили правду; и очень уважаемый ученый, который появляется здесь под псевдонимом, также будет известен во всем образованном мире своим настоящим именем, которое я не хотел указывать, чтобы его скрывали от людей — и меньше всего от тех, кто на собственном опыте научился ценить и уважать его гений и его достижения, благодаря тому, что они придерживаются к его взглядам на жизнь не больше, чем я. Но в наше время всем серьезно мыслящим людям должно быть ясно, что „на небесах и на земле есть больше вещей, чем может мечтать ваша философия“. Лондон, август 1898 года».

## Реакция в Исландии
В самой Исландии перевод Вальдимара Аусмюндссона был подвергнут резкой критике. В 1906 году известный писатель и общественный деятель Бенедикт Бьёрнссон (1879—1941) в своей рецензии на книгу назвал её чушью и бесполезным мусором, неспособным хоть сколько-нибудь обогатить национальную культуру. После издания англоязычного перевода «Сил тьмы», среди населения страны вновь был отмечен всплеск интереса к данному произведению.

## Обнаружение подделки
В 2014 году исследователь из Нидерландов Ханс Корнел Де Рос впервые заметил, что исландская версия «Дракулы» на самом деле не является переводом, а представляет собой отдельный роман, сильно отличающийся от версии Стокера. В 2017 году Де Роос перевел роман на английский язык под названием «Силы тьмы: Утраченная версия Дракулы».
Открытие различий между романами вызвало много споров, и были предложены три теории:
1. Вальдимар Аусмюндссон изменил историю Дракулы, переведя её на исландский язык.
2. Стокер предоставил исландскому автору первый черновик «Дракулы», который он решил не использовать для версии, опубликованной в 1897 году. В пользу «теории первого черновика» говорит тот факт, что вдова Стокера была одержима идеей подавать в суд на людей, которые использовали «Дракулу» без её разрешения, однако на Вальдимара Аусмюндссона никогда не подавали в суд, несмотря на различия между «Силами тьмы» и «Дракулой».
3. Обобщенная точка зрения гласит, что «Силы тьмы» являются результатом того, что Вальдимар Аусмюндссон изменил книгу и использовал при написании своего романа ранее отклоненный первый черновик «Дракулы»[6].

## Различия между романами Брэма Стокера и Вальдимара Асмундсона
Сюжет «Сил тьмы», по сути, такой же, как и у романа Стокера, хотя различия между произведениями весьма много комментировались специалистами. У многих персонажей в «Силах тьмы» были другие имена, книга была намного короче оригинала, помимо прочего исландский автор в своей книге уделил больше внимания эротизму персонажей.
Биограф Стокера Дэвид Дж. Скал заявлял, что Вальдимар Асмундсон основывал свой перевод на раннем черновике «Дракулы», отмечая, что заметки Стокера, сделанные во время написания «Дракулы», показали, что он представлял инспектора Баррингтона в качестве одного из героев книги, однако позже заменил его на доктора Абрахама Ван Хельсинга. Поскольку инспектор Баррингтон не является персонажем окончательного варианта «Дракулы», Вальдимар Асмундсон мог не знать о нем, что доказывает, что он действительно использовал ранний черновик «Дракулы» в качестве источника.

## Перевод Де Роса
Поскольку де Рос не владеет исландским, при обнаружении «Сил тьмы» он разделил текст романа на 25 частей по 2000 слов в каждой и организовал команду переводчиков из носителей исландского языка, которые после этого перевели эти разделы на английский язык. В число специалистов входили: Альдис Бирна Бьёрнсдоуттир, Анья Кокошка, Арна Сиф Торгейрсдоуттир, Аусдис Рут Гвюдмюндсдоуттир, Хаврун Кольбейндоуттир, Ингибьёрг Брагадоуттир, Ханс Аугустссон, Герберт Педерсен, Хильдюр Лофтс, Хьёртюр Йоунассон, Лаура Кристин Педерсен, Мария Скуладоуттир, Сигрун Бирта Кристинсдоуттир, Сигрун Оуск Стефаунсдоуттир, Сайдис Альда Карльсдоуттир, Тидна Мария Оулафсдоуттир, Вильборг Хадльдорсдоуттир и Вильдис Хадльсдоуттир. Также помощь в переводе де Росу оказывали сотрудники Института исландских исследований Аурни Магнуссона.

## Дальнейшие события
В феврале 2017 года английский перевод «Сил тьмы» де Роса был впервые официально опубликован. Это побудило шведского ученого Рикарда Бергхорна указать на тот факт, что большая часть романа основана на шведском переводе «Дракулы» Стокера, изданном в газете «Dagen» в 1899—1900 годах.
По этому поводу ученый дал большое интервью исландским СМИ, в котором, среди прочего, заявил: «Никто этого не предвидел. Ни мои коллеги-исследователи, ни мой издатель, ни моя подруга Симона Берни из Италии, специалист по ранним переводам „Дракулы“. Более ста лет „Макт Миркранна“, исландская адаптация „Дракулы“, не была известна за пределами Исландии, за исключением предисловия, автором которого, по-видимому, был сам Брэм Стокер. Очевидно, те в Исландии, кто был знаком с модификациями Вальдимара Аусмюндссона, не осознавали их значения для изучения Дракулы в Великобритании или в США. И наоборот, англоговорящие исследователи никогда не заботились о том, чтобы попытаться прочитать исландский текст. Мне пришлось выучить исландский язык только для того, чтобы вникнуть в суть дела. Теперь выясняется, что то же самое происходит и в Швеции. Несколько шведских экспертов уже были знакомы с ранней версией „Дракулы“, которая была опубликована в шведских газетах „Даген“ и „Афтонбладет“ с 10 июня 1899 года. Но никто никогда не обращал на это внимания, пока Рикард Бергхорн не прочитал о моем английском переводе „Макт миркранна“ и не понял, что эта — еще более старая — шведская версия носила идентичное название. Mörkrets makter, как и название шведского сериала, означает точно то же самое, что и Makt myrkranna: Силы тьмы. Именно так он установил связь между шведской и исландской версиями. Сначала он предположил, что „Макт миркранна“ будет прямым переводом шведского издания, но затем он обнаружил, что шведский текст более полный и содержит сцены, не описанные ни в „Дракуле“, ни в „Макт миркранне“. И безумец Ренфилд всё еще фигурирует в этой истории, среди прочих».